# Деміївка (Брагінський район)
Деміївка — (біл. пасёлак Дзямееўка), село (поселення) в складі Брагінського району розташоване в Гомельській області Білорусі. Село підпорядковане Маложинській сільській раді і в ньому мешкало 76 осіб (станом на 1984 рік), але через навколишнє радіаційне забруднення в ньому зараз ніхто не жило.
Поселення Деміївка розташоване на південному сході Білорусі, у південній частині Гомельської області, за 12 кілометрів східніше від районного центру Брагіна.